# Les Misérables (téléfilm, 1978)
Pour les articles homonymes, voir Les Misérables (homonymie).
Les Misérables est un téléfilm américain réalisé par Glenn Jordan et diffusé en 1978.

## Fiche technique
- Réalisation : Glenn Jordan
- Scénario : John Gay, d'après le roman de Victor Hugo
- Musique : Allyn Ferguson
- Durée : 150 minutes
- Date de diffusion : 1978

## Distribution
- Richard Jordan : Jean Valjean
- Anthony Perkins : Javert
- Caroline Langrishe : Cosette
- Christopher Guard : Marius
- Flora Robson : la prieure
- Angela Pleasence : Fantine
- Ian Holm : Thénardier
- Cyril Cusack : Fauchelevent
- Claude Dauphin : Monseigneur Myriel
- John Gielgud : Gillenormand
- Celia Johnson : Sœur Simplice
- Joyce Redman : Madame Magloire
- David Swift : Toussaint
- Timothy Morand : Enjolras
- William Squire : le magistrat
- Joanna Price : Cosette enfant
- Geoffrey Russel : le président de la Cour
- Caroline Blakiston : La Thénardier
- Robin Scobey : le croque-mort
- Michael Sheard : le commissaire
- Dexter Fletcher : Gavroche
- Dave Hill : Chenildieu
- John Moreno : Cochepaille
- Roy Evans : Drevet
- Brian McDermott : Lebec
- Eillen Way : le locataire
- Struan Rodger : l'aide de Javert
- Delena Kidd : la sœur de Valjean
- Kenneth Colley : le préfet de police
- Christopher Burgess : l'inspecteur de police
- Christian Rodska : Antoine
- Donald Sumpter : l'agent